# Rezultatele echipei naționale de fotbal a Angliei - meciuri neoficiale
| · Rezultatele echipei naționale de fotbal a Angliei |
| --- |
| - 2000–prezent (Meciurile 764 →) - 1980–1999 (Meciurile 536 – 763 - 1960–1979 (Meciurile 337 – 535 - 1930–1959 (Meciurile 169 – 336) - 1900–1929 (Meciurile 68 – 168) - 1872–1899 (Meciurile 1 – 67) - meciuri neoficiale |

Aceasta este lista rezultatelor echipei naționale de fotbal a Angliei din 1870 până în prezent, care din diferite motive, nu au statutul de meci oficial internațional.

## Anii 1870
| 5 March 1870Meci amical | Anglia | 1 – 1 | Scoția | Londra, Anglia                                 |  |
|                         |        |       |        | Stadion: The Oval Cricket Ground Spectatori: ? |  |

| 19 November 1870Meci amical | Anglia | 1 – 0 | Scoția | Londra, Anglia                                   |  |
|                             |        |       |        | Stadion: The Oval Cricket Ground Spectatori: 650 |  |

| 25 February 1871Meci amical | Anglia | 1 – 1 | Scoția | Londra, Anglia                                    |  |
|                             |        |       |        | Stadion: The Oval Cricket Ground Spectatori: >500 |  |

| 18 November 1871Meci amical | Anglia | 2 – 1 | Scoția | Londra, Anglia                                 |  |
|                             |        |       |        | Stadion: The Oval Cricket Ground Spectatori: ? |  |

| 24 February 1872Meci amical | Anglia | 1 – 0 | Scoția | Londra, Anglia                                 |  |
|                             |        |       |        | Stadion: The Oval Cricket Ground Spectatori: ? |  |

## Anii 1890
| 19 December 1891Meci amical | Anglia | 6 – 1 | Canada | Londra, Anglia                                 |  |
|                             |        |       |        | Stadion: The Oval Cricket Ground Spectatori: ? |  |

## Anii 1900
| 5 April 1902Meci amical | Scoția | 1 – 1 | Anglia | Glasgow, Scoția                          |  |
|                         |        |       |        | Stadion: Ibrox Park, Spectatori: 100,000 |  |

## Anii 1910
| 26 April 1919Meci amical | Anglia | 2 – 2 | Scoția | Liverpool, Anglia                         |  |
|                          |        |       |        | Stadion: Goodison Park Spectatori: 45,000 |  |

| 3 May 1919Meci amical | Scoția | 3 – 4 | Anglia | Glasgow, Scoția                          |  |
|                       |        |       |        | Stadion: Hampden Park Spectatori: 80,000 |  |

| 11 October 1919Meci amical | Țara Galilor | 2 – 1 | Anglia | Cardiff, Wales                          |  |
|                            |              |       |        | Stadion: Ninian Park Spectatori: 20,000 |  |

| 18 October 1919Meci amical | Anglia | 2 – 0 | Țara Galilor | Stoke-on-Trent, Anglia                      |  |
|                            |        |       |              | Stadion: Victoria Ground Spectatori: 16,000 |  |

## Anii 1930
| 21 March 1934Meci amical | Anglia | 1 – 7 | The-Rest-of-England XI | Sunderland, Anglia                |  |
|                          |        |       |                        | Stadion: Roker Park Spectatori: ? |  |

| 27 March 1935Meci amical | Anglia | 2 – 2 | The-Rest-of-England XI | West Bromwich, Anglia                     |  |
|                          |        |       |                        | Stadion: The Hawthorns Spectatori: 12,850 |  |

| 21 august 1935Meci amical | Scoția | 4 – 2 | Anglia | Glasgow, Scoția                          |  |
|                           |        |       |        | Stadion: Hampden Park Spectatori: 56,300 |  |

| 11 November 1939Meci amical | Țara Galilor | 1 – 1 | Anglia | Cardiff, Wales                          |  |
|                             |              |       |        | Stadion: Ninian Park Spectatori: 28,000 |  |

| 18 November 1939Meci amical | Țara Galilor | 2 – 3 | Anglia | Wrexham, Wales                                    |  |
|                             |              |       |        | Stadion: The Racecourse Ground Spectatori: 17,000 |  |

| 2 December 1939Meci amical | Anglia | 2 – 1 | Scoția | Newcastle-upon-Tyne, Anglia                |  |
|                            |        |       |        | Stadion: St James' Park Spectatori: 15,000 |  |

## Anii 1940
| 13 April 1940Meci amical | Anglia | 0 – 1 | Țara Galilor | Londra, Anglia                      |  |
|                          |        |       |              | Stadion: Wembley Spectatori: 40,000 |  |

| 11 May 1940Meci amical | Scoția | 1 – 1 | Anglia | Glasgow, Scoția                          |  |
|                        |        |       |        | Stadion: Hampden Park Spectatori: 75,000 |  |

| 8 February 1941Meci amical | Anglia | 2 – 3 | Scoția | Newcastle-upon-Tyne, Anglia                |  |
|                            |        |       |        | Stadion: St James' Park Spectatori: 25,000 |  |

| 16 or 26 April 1941Meci amical | Anglia | 4 – 1 | Țara Galilor | Nottingham, Anglia                      |  |
|                                |        |       |              | Stadion: City Ground Spectatori: 13,000 |  |

| 3 May 1941Meci amical | Scoția | 3 – 1 | Anglia | Glasgow, Scoția                          |  |
|                       |        |       |        | Stadion: Hampden Park Spectatori: 78,000 |  |

| 7 June 1941Meci amical | Țara Galilor | 2 – 3 | Anglia | Cardiff, Wales                          |  |
|                        |              |       |        | Stadion: Ninian Park Spectatori: 20,000 |  |

| 4 October 1941Meci amical | Anglia | 2 – 0 | Scoția | Londra, Anglia                      |  |
|                           |        |       |        | Stadion: Wembley Spectatori: 65,000 |  |

| 25 October 1941Meci amical | Anglia | 2 – 1 | Țara Galilor | Birmingham, Anglia                      |  |
|                            |        |       |              | Stadion: St Andrew's Spectatori: 25,000 |  |

| 17 January 1942Meci amical | Anglia | 3 – 0 | Scoția | Londra, Anglia                      |  |
|                            |        |       |        | Stadion: Wembley Spectatori: 64,000 |  |

| 18 April 1942Meci amical | Scoția | 5 – 4 | Anglia | Glasgow, Scoția                                    |  |
|                          |        |       |        | Stadion: Hampden Park Spectatori: 75,000 or 91,000 |  |

| 9 May 1942Meci amical | Țara Galilor | 1 – 0 | Anglia | Cardiff, Wales                          |  |
|                       |              |       |        | Stadion: Ninian Park Spectatori: 30,000 |  |

| 10 October 1942Meci amical | Anglia | 0 – 0 | Scoția | Londra, Anglia                      |  |
|                            |        |       |        | Stadion: Wembley Spectatori: 75,000 |  |

| 24 October 1942Meci amical | Anglia | 1 – 2 | Țara Galilor | Wolverhampton, Anglia                |  |
|                            |        |       |              | Stadion: Molineux Spectatori: 25,100 |  |

| 27 February 1943Meci amical | Anglia | 5 – 3 | Țara Galilor | Londra, Anglia                      |  |
|                             |        |       |              | Stadion: Wembley Spectatori: 75,000 |  |

| 17 April 1943Meci amical | Scoția | 0 – 4 | Anglia | Glasgow, Scoția                           |  |
|                          |        |       |        | Stadion: Hampden Park Spectatori: 105,000 |  |

| 8 May 1943Meci amical | Țara Galilor | 1 – 1 | Anglia | Cardiff, Wales                          |  |
|                       |              |       |        | Stadion: Ninian Park Spectatori: 25,000 |  |

| 25 September 1943Meci amical | Anglia | 8 – 3 | Țara Galilor | Londra, Anglia                      |  |
|                              |        |       |              | Stadion: Wembley Spectatori: 80,000 |  |

| 16 October 1943Meci amical | Anglia | 8 – 0 | Scoția | Manchester, Anglia                     |  |
|                            |        |       |        | Stadion: Maine Road Spectatori: 60,000 |  |

| 19 February 1944Meci amical | Anglia | 6 – 2 | Scoția | Londra, Anglia                      |  |
|                             |        |       |        | Stadion: Wembley Spectatori: 80,000 |  |

| 22 April 1944Meci amical | Scoția | 2 – 3 | Anglia | Glasgow, Scoția                           |  |
|                          |        |       |        | Stadion: Hampden Park Spectatori: 133,000 |  |

| 6 May 1944Meci amical | Țara Galilor | 0 – 2 | Anglia | Cardiff, Wales                          |  |
|                       |              |       |        | Stadion: Ninian Park Spectatori: 50,000 |  |

| 16 September 1944Meci amical | Anglia | 2 – 2 | Țara Galilor | Liverpool, Anglia                   |  |
|                              |        |       |              | Stadion: Anfield Spectatori: 38,500 |  |

| 14 October 1944Meci amical | Anglia | 6 – 2 | Scoția | Londra, Anglia                      |  |
|                            |        |       |        | Stadion: Wembley Spectatori: 90,000 |  |

| 3 February 1945Meci amical | Anglia | 3 – 2 | Scoția | Birmingham, Anglia                               |  |
|                            |        |       |        | Stadion: Villa Park Spectatori: 64,000 or 65,800 |  |

| 14 April 1945Meci amical | Scoția | 1 – 6 | Anglia | Glasgow, Scoția                           |  |
|                          |        |       |        | Stadion: Hampden Park Spectatori: 133,000 |  |

| 5 May 1945Meci amical | Țara Galilor | 2 – 3 | Anglia | Cardiff, Wales                          |  |
|                       |              |       |        | Stadion: Ninian Park Spectatori: 25,000 |  |

| 26 May 1945Meci amical | Anglia | 2 – 2 | Franța | Londra, Anglia                                |  |
|                        |        |       |        | Stadion: Wembley Spectatori: 60,000 or 65,000 |  |

| 15 September 1945Meci amical | Irlanda de Nord | 0 – 1 | Anglia | Belfast, Northern Ireland                |  |
|                              |                 |       |        | Stadion: Windsor Park Spectatori: 45,100 |  |

| 20 October 1945Meci amical | Anglia | 0 – 1 | Țara Galilor | West Bromwich, Anglia                               |  |
|                            |        |       |              | Stadion: The Hawthorns Spectatori: 54,600 or 56,000 |  |

| 19 January 1946Meci amical | Anglia | 2 – 0 | Belgia | Londra, Anglia                      |  |
|                            |        |       |        | Stadion: Wembley Spectatori: 85,000 |  |

| 13 April 1946Meci amical | Scoția | 1 – 0 | Anglia | Glasgow, Scoția                           |  |
|                          |        |       |        | Stadion: Hampden Park Spectatori: 139,500 |  |

| 24 April 1946Meci amical | Anglia | 2 – 2 | Scoția | Manchester, Anglia                     |  |
|                          |        |       |        | Stadion: Maine Road Spectatori: 70,000 |  |

| 11 May 1946Meci amical | Anglia | 4 – 1 | Elveția | Londra, Anglia                              |  |
|                        |        |       |         | Stadion: Stamford Bridge Spectatori: 75,000 |  |

| 19 May 1946Meci amical | Franța | 2 – 1 | Anglia | Paris, Franța                                           |  |
|                        |        |       |        | Stadion: Stade Olympique de Colombes Spectatori: 58,500 |  |

## Anii 1950
| 20 September 1950Meci amical | Anglia | 4 – 2 | Canada | Londra, Anglia                         |  |
|                              |        |       |        | Stadion: Stamford Bridge Spectatori: ? |  |

## Anii 1960
| 12 august 1961Meci amical | Tottenham Hotspur F.C. | 3 – 2 | Anglia | Londra, Anglia                         |  |
|                           |                        |       |        | Stadion: White Hart Lane Spectatori: ? |  |

## Anii 1970
| 1976Meci amical | Anglia | 8 – 0 | Uxbridge F.C. | Londra, Anglia                         |  |
|                 |        |       |               | Stadion: Wembley Stadium Spectatori: ? |  |

| 31 May 1976Meci amical | Team America | 1 – 3 | Anglia | Philadelphia, SUA                                   |  |
|                        |              |       |        | Stadion: John F. Kennedy Stadium Spectatori: 16,200 |  |

## Anii 1980
| 14 May 1986Meci amical | Coreea de Sud | 1 – 4 | Anglia | Colorado Springs, SUA ?                                     |  |
|                        |               |       |        | Stadion: Fountain Valley School of Colorado ? Spectatori: ? |  |

| 28 May 1986Meci amical | C.F. Monterrey | 1 – 4 | Anglia | Monterrey, Mexico ?                          |  |
|                        |                |       |        | Stadion: Estadio Tecnológico ? Spectatori: ? |  |

| 4 June 1988Meci amical | Bradford City F.C. | 2 – 1 | Anglia | Bradford, Anglia                     |  |
|                        |                    |       |        | Stadion: Valley Parade Spectatori: ? |  |

| 4 June 1988Meci amical | Aylesbury United F.C. | 0 – 7 | Anglia | Aylesbury, Anglia                                  |  |
|                        |                       |       |        | Stadion: Buckingham Road Stadium Spectatori: 6,000 |  |

## Anii 1990
| 26 May 1996Meci amical | Hong Kong Golden XI (or Hong Kong ?) | 0 – 1 | Anglia | Wan Chai, Hong Kong                           |  |
|                        |                                      |       |        | Stadion: Hong Kong Stadium Spectatori: 26,000 |  |

| 9 June 1998Meci amical | Caen XI | 0 – 1 | Anglia | Caen, Franța                                   |  |
|                        |         |       |        | Stadion: Stade Michel d'Ornano Spectatori: 200 |  |